# 立川智也
立川 智也（たちかわ ともや、1966年3月21日 - ）は、日本の作曲家、編曲家、音楽プロデューサー、ベーシスト。東京都新宿区生まれ。身長183 cm、血液型AB型。

## 来歴
立教大学在学中よりベーシストとしての活動を開始する。卒業後、森公美子、久石譲、キリンジなど数多くのアーティストのライブやレコーディングに参加。また、松井秋彦とコンテンポラリー・プログレッシブ・ジャズのバンド「Junky Funk」を結成し、アルバム『Jack-In-The-Box』（2000年）をリリースした（後に脱退）。その後、竹中俊二らと「PERIGUNS」を結成の他、2015年リーダーユニット「L.U.M.O.」を結成。都内を中心にライブ活動を続けている。
ミュージシャンとしての活動と平行して作曲家としての活動を始め、NHK『トゥトゥアンサンブル』『まちかどド・レ・ミ 』、『ドレミノテレビ』で音楽監督を務める。2013年に「ワールド・ビジョン・ジャパン」TVCMの作曲を担当し、ギャラクシー賞CM部門選奨を受賞。その後も同CM音楽の他、ソニーデジタルカメラαシリーズの音楽を担当し好評を博す。ミュージカルや演劇の音楽監督、演奏で活躍する他、斉藤由貴、一路真輝をはじめ、アーティストからの信頼もあつく、数々のコンサートやアルバムプロデュースを手がけている。また、近年は、映像監督としても活動。

## 主な仕事

### テレビ
- 1998 NHK「トゥトゥアンサンブル」音楽監督
- 1999 - 2003 NHK「まちかどド・レ・ミ 」音楽監督
- 2000 NHK「おはなしのくに」『子うさぎましろのお話/羽野晶紀』『水曜日のクルト/螢雪次朗』音楽
- 2004 - 2006 NHK「ドレミノテレビ」音楽監督
- 2004 NHK「BS今夜の番組から」「BSハイビジョン番組ガイド」「BSファンクラブ」テーマ・エンド作曲
- 2004 - 2005 NHK「学校デジタル羅針盤」音楽
- 2006 NHKBS「今夜もデジタルハイビジョン」テーマ・エンド作曲
- 2006 NHK「教育TV SHOWケース」音楽
- 2006 NHK「今夜のデジタル衛星ハイビジョン」テーマ・エンド作曲
- 2007 シアターテレビジョン「*pnish*TV」音楽
- 2015 NHK Eテレ「体を動かすTV」曲「ココロッチ」作曲（歌:斉藤由貴/詞:南流石）

### CM
- 2012〜SONY デジタルカメラ　α99, NEX-7, NEX-6,他αシリーズ TVCM
  - 2015「極限の目撃者ー西表島篇ー」
  - 2016「極限の目撃者ー道東篇ー」
  - 2017「絶海の孤島ー小笠原諸島篇ー」
    - https://www.youtube.com/c/SonyJapan
- 2013「ワールド・ビジョン・ジャパン」TVCM （ギャラクシー賞CM部門選奨受賞）
  - 「ゴミを拾う少女ティーダ」編
    - https://www.youtube.com/watch?v=jdTbvEzt-SU%7C

  - 「子どもたちの声」編
    - https://www.youtube.com/watch?v=TgF59EIDdGk%7C

  - 「ティーダとクーン」編
    - https://www.youtube.com/watch?v=NwJgj9SJ0K8%7C
- 2013「沖縄観光コンベンションビューロー」TVCM

### 映画
- 2004 「トントンギコギコ図工の時間」音楽（文化庁文化記録映画優秀賞、2004年キネマ旬報文化映画3位）

### 舞台
- 1995 音楽之友社ミュージカル「帰ってきたかぐや姫」作曲
- 2008
  - 吉本興業RUN&GUN初主演「Blue Sheets」音楽
  - 東宝芸能 今井ゆうぞう初主演ミュージカル「ファンタジー・ストーリーズ」音楽
- 2009 ダンス公演「WANTS」音楽
- 2010 ミュージカル「戯伝写楽」音楽
- 2016 ミュージカル「ヴィンセント・ヴァン・ゴッホ」音楽
- 2017 音楽劇「魔都夜曲」音楽
- 2018 ミュージカル「戯伝写楽2018」音楽
- 2021 ミュージカル「GREAT PRETENDER」音楽監督、出演
- 2022
  - ミュージカル「夜来香ラプソディ」バンドマスター
  - ミュージカル「ルーヴィヒ〜Beethoven The Piano〜」音楽監督

### コンサート
- 2009
  - 今井ゆうぞう&はいだしょうこコンサート　楽曲提供・トラックメイク
  - 良知真次ライブHISTORY ROAD　楽曲提供・トラックメイク
- 2010
  - 大和悠河 ディナーショー　サウンドプロデュース、楽曲提供
- 2010-2011
  - 今井ゆうぞう&はいだしょうこファンタジー・コンサート　トラックメイク
- 2011
  - 伊礼彼方ライブ　サウンドプロデュース
  - 小西遼生 First Live　サウンドプロデュース、楽曲提供
  - 瀬奈じゅんクリスマスディナーショー　音楽監督
- 2012
  - 良知真次　ライブ楽曲提供&トラックメイク
  - 小西遼生・伊礼彼方「Actors Voice」サウンドプロデュース
- 2013 真瀬はるか　ライブプロデュース
- 2013-2018 一路真輝ライブサウンドプロデュース
- 2015
  - 橋本さとし・石井一孝・岸祐二「Mon STARS Concert」サウンドプロデュース
  - 壮一帆
    - 「First Concert FEEL SO GOOD」サウンドプロデュース
    - 「カウントダウンディナーショー」サウンドプロデュース

  - 斉藤由貴「シアタークリエ・森ノ宮ピロティホール 30th anniversary concert」サウンドプロデュース
  - タナカハルナ「浦上天主堂コンサート」サウンドプロデュース
- 2016
  - 「瀬奈じゅんライブ2016」サウンドプロデュース
  - 橋本さとし・石井一孝・岸祐二「Mon STARS Concert」サウンドプロデュース
  - 斉藤由貴「クリスマスライブ」2016以降毎年 サウンドプロデュース
  - 壮一帆「ニューイヤーディナーショー 2016」サウンドプロデュース
  - 「KAZUHO SO DINNER & TALK SHOW 壮一帆 ディナー＆トークショー」サウンドプロデュース
  - 「クリスマス・ディナーショー 2016」サウンドプロデュース
- 2017
  - 壮一帆 「ニューイヤーディナーショー 2017」
  - 「プレミアム・ライブ SO BAR 2017」サウンドプロデュース
  - ソニン「Sonim connects〜you and you〜」ライブサウンドプロデュース
- 2018 橋本さとし・石井一孝・岸祐二「Mon STARS Concert 〜again〜」サウンドプロデュース
- 2019
  - ソニン＠Cotton Club ライブ サウンドプロデュース
  - クリスタル・ケイ ライブ参加
- 2021
  - 美弥るりか「ミヤコレクション」参加
  - 八神純子 Zeppツアー参加
  - タナカハルナ＠NBCビデオホール コンサートプロデュース
  - 美弥るりか＠ビルボードツアー バンドバスター
- 2022 美弥るりか＠ビルボードツアー バンドバスター
- 2023
  - 綾凰華＠Cotton Clubサウンドプロデュース
  - FBN＠Blue Note Place参加
  - 八神純子Zeppツアー参加
  - 壮一帆＠Cotton Clubサウンドプロデュース

### ショー（音楽監督及び作曲）
- 2001-2008ディズニーリゾート・イクスピアリ「Festopera」「Cielo Stellato」音楽監督
- 2003 「六本木ヒルズ」オープニングイベント「RINGS」
- 2004  新江ノ島水族館「Dolferia」
- 2006-2008 新江ノ島水族館「SPLASH!」
- 2007-2008 ディズニーリゾート・イクスピアリ「ハロウィン」
- 2007 日韓女子ゴルフトーナメント「KYORAKU CUP」オープニングセレモニー
- 2008
  - 新江ノ島水族館「クリスマスショー」
  - ディズニーリゾート「イクスピアリ・クリスマス・クワイア」
- 2009
  - ディズニーリゾート・イクスピアリ「クール・ダンス・ファン」
  - 「辛島小恵＠ミュージック・ファンタジー」楽曲提供＆トラック作成
  - 「MICHIRU＠パフォーマンス・ファンタジー」
  - ディズニーリゾート「トリック・オア・トリートツアー」
  - ディズニーリゾート「イクスピアリ・クリスマス・クワイア」
- 2009-2011 新江ノ島水族館「アクアンとのクリスマスパーティー」
- 2010
  - よさこい祭り「和建設 Produced by ソニン」
  - ディズニーリゾート・イクスピアリ「ソラ ト ウタ」
  - ディズニーリゾート・イクスピアリ「Santa! Santa! Santa!」
- 2011 新江ノ島水族館「きずな」
- 2012
  - 新江ノ島水族館 「クリスマスショー」トラック制作
  - すみだ水族館 「クリスマスショー」楽曲提供
- 2013 新江ノ島水族館 「クリスマスショー」トラック制作
- 2014 京都水族館 「イルカLIVEきいて音(ネ)」 作曲
- 2015 京都水族館 「プロジェクションマッピング」作曲
- 2018 「波佐見のブンカサイ」プロデュース
- 2022 新江ノ島水族館イルカショー「Wave〜きみの波になりたい〜」作曲、音楽監督

### アルバム
- 2000 Junky Funk「Jack-In-The-Box」
- 2002 Junky Funk「Bird's Eye Prospects」
- 2004 新江ノ島水族館「Dolferia」
- 2008
  - 宮村浩気×coocカバーアルバム「コイノキセキ」
  - 今井ゆうぞう「ファンタジー・ストーリーズ」
- 2012 Periguns CD・DVD発売（bass）
- 2013 真瀬はるかCD プロデュース
- 2014 一路真輝ライブアルバムプロデュース（2014以降現在まで担当）
- 2015 斉藤由貴アルバム「ETERNITY」サウンドプロデュース
- 2016
  - タナカハルナ アルバム「ジブンカッテ」サウンドプロデュース
  - One Pixcelアルバム「ZERO 」楽曲提供「5.umbrella」
- 2017 タナカハルナ アルバム「二十五時四十分」サウンドプロデュース
- 2018
  - 橋本さとし・石井一孝・岸祐二ユニット Mon STARS アルバム「Lights and Shadows 」サウンドプロデュース
  - オリジナルアルバム「My Music, My Friends」リリース
- 2019 タナカハルナ「ten」サウンドプロデュース
- 2023 鈴木蘭々アルバム「All Time Best Yesterday & Today」に「Rain」「迷宮ロンド」楽曲提供

### 演奏（ベース）
- 1995 クニ河内レコーディング参加
- 1996 広島国体参加（大林宣彦演出・久石譲音楽）
- 1997 高嶋ちさ子サポート
- 1997-1998 森公美子全国ツアー参加
- 1997-2005 キリンジライブ&レコーディング参加
- 1998
  - 1998年長野パラリンピック開会式参加（久石譲総合演出）
  - 「水木一郎」ディナーショーサポート
- 1999
  - 「ささきいさお」ディナーショーサポート
  - コンテンポラリー・プログレッシブ・ジャズバンド[Junky Funk]でEWEよりデビュー
- 2000-2001「デーモン小暮」の邦楽維新参加
- 2005
  - 「PECOMBO」レコーディング参加
  - 「馬の骨」レコーディング参加
  - バンタンpresents「SEVENTH SKIN」出演
- 2008 宮村浩気×coocカバーアルバム「コイノキセキ」
- 2010 大和悠河 ディナーショー
- 2011
  - 伊礼彼方ライブ
  - 小西遼生 First Live」
  - 瀬奈じゅんクリスマスディナーショー」
- 2012
  - Pignoseサポート
  - 小西遼生・伊礼彼方「Actors Voice」ライブ
- 2013
  - 一路真輝ライブ
  - 真瀬はるかライブ  他、多数

### その他
- 1991-2000日本芸術企画の音楽監督
- 2006 上島雪夫Official site　音楽制作
- 2012 すみだ水族館サウンドプロデュース
- 2013「紀州っこかがやきエクササイズ・ダンス」中学生/高校生用楽曲提供
- 2020 鈴木蘭々「キミとボク」リモートバージョン配信
- 2021 伊達弦MV「Afefe」監督
- 2023
  - ショートフィルム「大山泰輝My home, Our home」ゆうばり国際ファンタスティック映画祭ノミネート
  - 鈴木蘭々MV「Rain」監督